# Rachel Jackson
Pour les articles homonymes, voir Jackson.
Rachel Donelson Robards Jackson, née Rachel Donelson le 15 juin 1767 dans le comté de Halifax (Virginie) et morte le 22 décembre 1828, était la femme d'Andrew Jackson, le 7e président des États-Unis.
Rachel est morte trois mois avant qu'Andrew Jackson ne soit président. La nièce d'Andrew Jackson, Emily Donelson, joua le rôle d'hôtesse de la Maison-Blanche et de Première dame non officielle jusqu'à sa mort le 19 décembre 1836. Par la suite, la belle-fille de Jackson, Sarah Jackson, reprit ce rôle jusqu'à la fin de son mandat le 4 mars 1837.